# Donald Duck (périodique néerlandais)
Donald Duck est un hebdomadaire de bande dessinée néerlandais pour enfants publié aux Pays-Bas depuis le 25 octobre 1952. À l'instar du Journal de Mickey en France, il reprend des bandes dessinées Disney. En 2014, c'était le titre de bande dessinée le plus lu par les 6-12 ans dans le pays, devant Donald Duck Extra (nl) et Donald Duck Extra (nl). Il est publié depuis 2002 par Sanoma.